# Peter Zhuang Jianjian
Peter Zhuang Jianjian (* 1931 in Jiexi) ist katholischer Altbischof von Shantou. 

## Leben
In seiner Jugend besuchte er die Seminare von Meixian und Shanghai. Trotz einer 10-jährigen Unterbrechung während der Kulturrevolution änderte er nie seine Meinung und trat 1985 in das Priesterseminar von Sheshan (Shanghai) ein. Nach Abschluss seines Studiums wurde er am 21. Dezember 1986 in der Sheshan-Basilika zum Priester geweiht, wo er auch seine erste Messe als Priester feierte.
Am 18. September 2006 wurde er zum Bischof von Shantou geweiht und trat am 22. Januar 2018 von seinem Amt zurück.